# 橋村依里南
橋村 依里南（はしむら いりな、1月4日 - ）は、日本のグラビアアイドル。オフィスAUIに所属していた。旧芸名は「泉屋 アイナ」（いずみや アイナ）。

## 経歴
長崎県出身。2018年末頃までOL（広告代理店営業職）。退社後、転職活動中に現在のマネージャーにスカウトされ2019年より活動開始。
2021年3月30日、オフィスAUIを退所したこと、併せて芸名を改名することを自身のSNSで報告した。
2021年5月1日、芸名をこれまでの「泉屋アイナ」から「橋村依里南」（はしむら いりな）に改名したことを自身のTwitterで報告した。
2021年10月23日より、KNU oNEWに加入。
2022年、ミス週刊実話WJガールズ2022ノミネート
個人の仕事が忙しくなり、KNU oNEWのライブ活動に支障をきたすようになったため、2022年10月31日付でKNU oNEWを卒業。

## 人物
憧れは熊田曜子。
顔立ちからハーフと勘違いされることがあるが、純日本人であるという。
趣味はアニメ鑑賞、特技はテニス、カラオケ。

## 作品

### イメージDVD
※太字タイトルはBD版同時発売
泉屋アイナ 名義
- ミルキー・グラマー（2019年6月21日、竹書房）
- アイの泉（2019年11月25日、フェイス）
- 好きです、アイナ先輩！（2020年6月20日、ラインコミュニケーションズ）

橋村依里南 名義
- 恋するイリーナ（2021年8月28日、NON STYLE）
- 見せてあげる（2022年12月23日、竹書房）
- 覚醒（2023年3月29日、スパイスビジュアル）
- 飛翔（2023年9月21日、イーネット・フロンティア）
- 終わりなき渇望（2023年12月25日、男気屋）
- 逆バニーでおもてなし（2024年3月22日、竹書房）
- 君との時間（2024年6月26日、スパイスビジュアル）
- オタクパリピな人妻（2024年12月25日、男気屋）
- Chubby（2025年3月25日、エアーコントロール）